# Idioma guachí
Guachí (Wachí) es un idioma extinto de la actual Argentina. Por lo general se clasifica como una de las lenguas guaicurú, pero los datos son insuficientes para demostrarlo.

## Documentación
Guachí se conoce sólo a partir de 145 palabras recopiladas por Francis de Castelnau desde marzo hasta principios de abril de 1845 en el área de Miranda en Argentina.

## Clasificación
Viegas Barros (2004) propone que el guachi, al igual que el idioma payaguá, puede ser un idioma macro-guaikurú. Sin embargo, L. Campbell (2012) clasifica al guachí como una lengua aislada.

## Vocabulario
Palabras y afijos de guachí enumerados en Viegas Barros (2004):
| no. | Español (original)                    | Guachí                |
| --- | ------------------------------------- | --------------------- |
| 1   | agua                                  | euak                  |
| 2   | lago                                  | tawicha               |
| 3   | estrella                              | aati                  |
| 4   | posiblemente día                      | aanau-, naau-         |
| 5   | diente                                | iava                  |
| 6   | labios                                | iapé                  |
| 7   | ojo                                   | iataya                |
| 8   | ceja                                  | iticha                |
| 9   | cabeza                                | iotapa                |
| 10  | hombro                                | -eu (< iolai-eu)      |
| 11  | cabello                               | ioatriz               |
| 12  | mentón                                | irak                  |
| 13  | comer                                 | iik                   |
| 14  | dormir                                | amma                  |
| 15  | golpear, batir                        | sapak                 |
| 16  | sentarse                              | ineche                |
| 17  | posiblemente indígena                 | -euleuc               |
| 18  | hijo                                  | inna                  |
| 19  | dos                                   | eu-echo               |
| 20  | no                                    | an                    |
| 21  | gallina                               | wokaake               |
| 22  | pipa                                  | ouchete               |
| 23  | posiblemente otra vez                 | -way                  |
| 24  | posiblemente negación léxica          | ag-                   |
| 25  | posiblemente posesivo de 1ª. p. sing. | i-                    |
| 26  | posiblemente plural nominal           | -i                    |
| 27  | posiblemente femenino                 | -jen                  |
| 28  | lluvia                                | fou-é                 |
| 29  | calor                                 | o-outé                |
| 30  | pierna                                | iacté                 |
| 31  | matar                                 | outei                 |
| 32  | hambre                                | yawookta              |
| 33  | anciano                               | seera                 |
| 34  | demasiado                             | euaité                |
| 35  | pez                                   | aney                  |
| 36  | lagartija                             | kaliske               |
| 37  | papagayo                              | calicheechee          |
| 38  | tucán                                 | iacat                 |
| 39  | armadillo                             | tatae sia             |
| 40  | sable                                 | nasakanate            |
| 41  | luna                                  | o-alete               |
| 42  | tierra                                | leek                  |
| 43  | nariz                                 | ia-note               |
| 44  | pierna                                | iacalep               |
| 45  | muslo                                 | iakamnan              |
| 46  | posiblemente uno                      | -kailau               |
| 47  | tres                                  | eu-echo-kailau        |
| 48  | hablar                                | ieuech                |
| 49  | cansarse                              | ya-weul               |
| 50  | cocinar                               | ayai                  |
| 51  | sufijo derivativo ‘parecido a’(?)     | -tok                  |
| 52  | caballo                               | ometok                |
| 53  | papagayo (Arara)                      | caga                  |
| 54  | casa                                  | poecha                |
| 55  | canoa                                 | nook                  |
| 56  | fusil                                 | ta-ai                 |
| 57  | maza, porra                           | palley                |
| 58  | piedra                                | sitrat                |
| 59  | frío                                  | catate                |
| 60  | garganta                              | iracheu               |
| 61  | vientre                               | iet                   |
| 62  | leche                                 | lachouway             |
| 63  | mano                                  | -mason (< iolaimason) |
| 64  | morder                                | apa-eu                |